# بیلی پورتر
بیلی پورتر (متولد ۲۱ سپتامبر ۱۹۶۹) بازیگر آمریکایی، خواننده پاپ و مجری است.
پورتر برنده جایزه تونی برای بهترین بازیگر نقش اول برای نقش خود به عنوان لولا در سال ۲۰۱۳ شد. همچنین پورتر در هفتاد و ششمین مراسم گلدن گلاب جایزه بهترین بازیگر مرد در مجموعه تلویزیونی درام ژست در نقش پری تل را به خود اختصاص داد.

## زندگی شخصی
او و آدام اسمیت در ۱۴ ژانویه سال ۲۰۱۷ ازدواج کردند.
وی هم‌چنین دارای جنسیت سیال (gender fluid) است.

## جایزه و نامزد
- 2013 Broadway.com جایزه بهترین بازیگر به انتخاب تماشاگران برای Kinky Boots (برنده)[۳]
- ۲۰۱۳ , درام، میز جایزه برجسته بازیگر در یک موسیقی برای Kinky Boots (برنده)[۴]
- ۲۰۱۳ جایزه تونی برای بهترین بازیگر نقش اول مرد در یک موسیقی برای Kinky Boots (برنده)[۵]
- ۲۰۱۳ , خارجی، حلقه منتقدان جایزه برای برجسته بازیگر در یک موسیقی برای Kinky Boots (برنده)[۶]
- ۲۰۱۳ فرد و آدل آستر جوایز برای برجسته نر رقصنده در برادوی نشان دادن Kinky Boots (نامزد)[۷]
- ۲۰۱۳ , درام، لیگ جایزه برای برجسته عملکرد برای Kinky Boots (نامزد)
- ۲۰۱۴ جایزه گرمی برای بهترین آلبوم موسیقی تئاتر برای Kinky Boots (برنده)